# Aplatamus
Aplatamus es un género de coleóptero de la familia Silvanidae.

## Especies
Las especies de este género son:
- Aplatamus difficilis
- Aplatamus dispar
- Aplatamus grouvellei
- Aplatamus mexicanus
- Aplatamus uniformis